# Larsenianthus wardianus
Larsenianthus wardianus är en enhjärtbladig växtart som beskrevs av W.J.Kress, Thet Htun och Bordelon. Larsenianthus wardianus ingår i släktet Larsenianthus och familjen Zingiberaceae. Inga underarter finns listade i Catalogue of Life.

## Bildgalleri

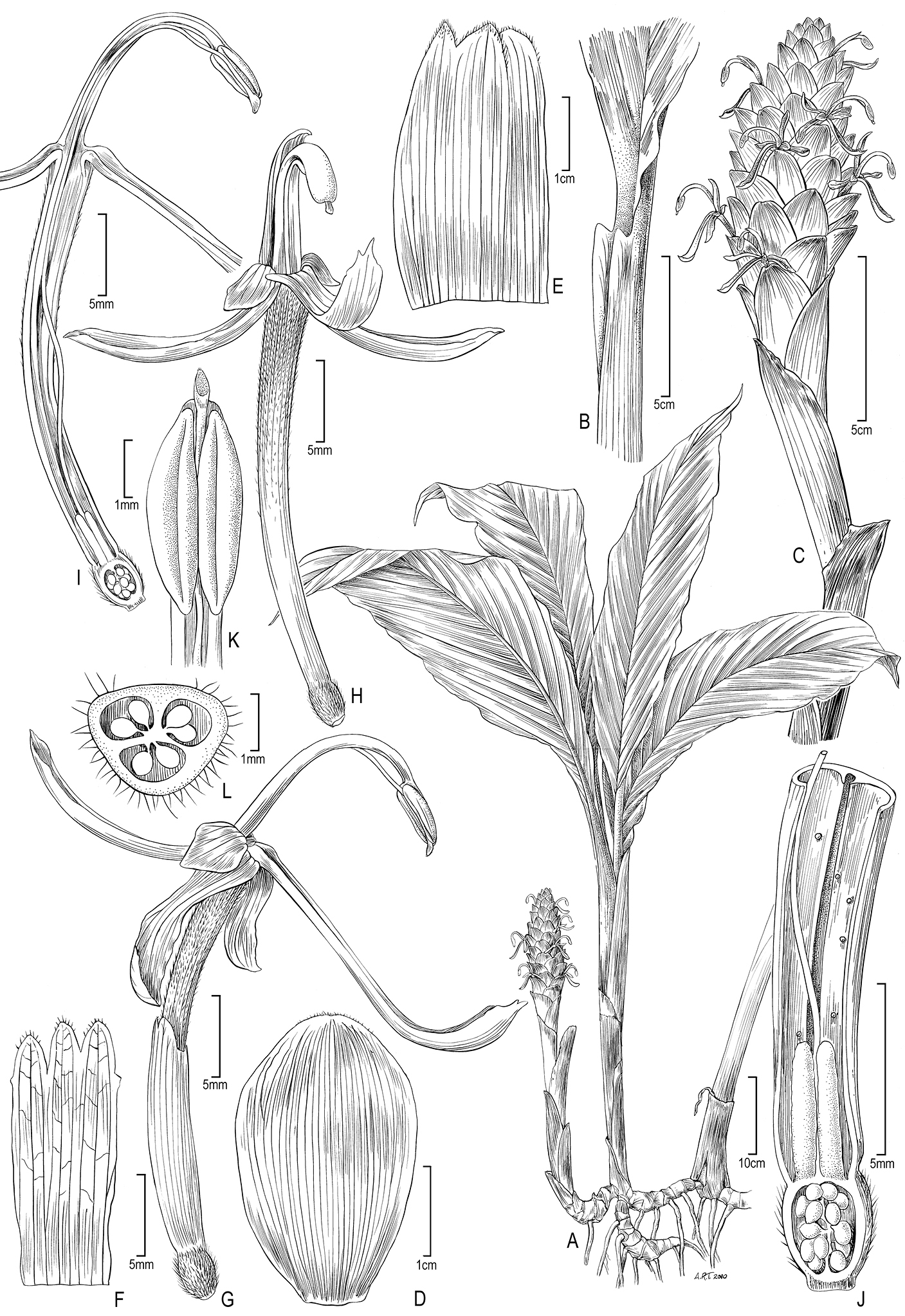
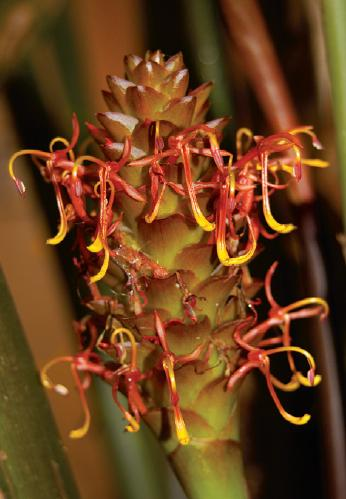